# École de guerre de Metz
L’école de guerre de Metz (en allemand Kriegsschule Metz), est une académie militaire allemande. Créée à Metz en 1872, durant l’annexion allemande, elle fut fermée après le traité de Versailles, en 1919. 

## Historique de l'établissement
En 1872, une Kriegsschule, littéralement école de guerre, est fondée à Metz dans les bâtiments de l’ancienne École d'application de l'artillerie et du génie, laissée vacante par le départ des troupes françaises. Metz devient alors une place forte allemande, où les troupes du XVe corps d’armée prennent possession des casernes laissées par la France. Très vite, une académie militaire semble nécessaire pour former et instruire les officiers affectés dans la nouvelle Alsace-Lorraine, à la frontière française. Il est donc naturel de reprendre les bâtiments de l’ancienne abbaye de Saint-Arnould, dont l’entrée monumentale dans la rue aux Ours, rebaptisée Bärenstrasse, évoque le passé prestigieux de l’institution. 

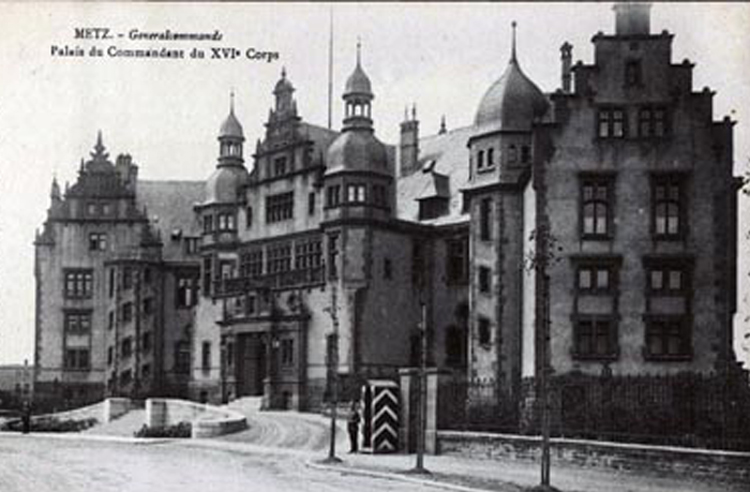
Résidence du commandant du XVIè Corps d'armée

À la suite de la création à Metz du XVIe corps d’armée de la Deutsches Heer, en 1890, Guillaume II décide d’y construire de nouvelles casernes, une résidence de fonction pour le commandant du XVIe corps, actuel palais du Gouverneur, et enfin un siège administratif pour l’état-major de ce nouveau corps d’armée. Mais la Kriegsschule restera dans ses anciens locaux.
À la veille de la Première Guerre mondiale, Metz était devenue l’une des premières places fortes de l’Empire allemand, véritable pépinière de généraux pour le Reich. L’empereur, qui vient régulièrement dans la cité lorraine pour inspecter les travaux d’urbanisme et ceux des forts de Metz, n’hésite alors pas à déclarer en 1893 : « Metz et son corps d’armée constituent une pierre angulaire dans la puissance militaire de l’Allemagne, destinée à protéger la paix de l’Allemagne, voire de toute l’Europe, paix que j’ai la ferme volonté de sauvegarder. ». L’établissement dispose de salles de cours et d’une bibliothèque.
L'école ferme finalement ses portes en 1919, après le traité de Versailles. 
Cette école ne doit pas être confondue avec la Fahnenjunkerschule VI Metz, « École des cadets VI Metz », et la Nachrichtenschule der Waffen-SS Metz,« École des transmissions de la Waffen SS Metz », des écoles militaires allemandes, ouvertes pendant la seconde annexion allemande à Metz, lors de la Seconde Guerre mondiale.

## Cursus et formation
Les élèves, venant de toutes les armes, sont réveillés à 6h00 du matin, pour prendre un petit-déjeuner à 6h30. De 6h50 à 11h00 et de 11h45 à 13h00, ils suivent des cours théoriques avec une pause déjeuner de 45 minutes. Après 30 minutes de battement pour se mettre en tenue, les élèves suivent ensuite des cours pratiques de 13h30 à 17h00. Les cours pratiques consistent à faire de la gymnastique, de l'équitation, du tir et toute autre activité sportive en rapport avec l'instruction militaire, notamment dans la section cavalerie, le maniement de la lance. Après une pause pour le repas, de 17h15 à 18h30, les élèves travaillent de 18h30 à 20h00
Durant le deuxième semestre de la formation, les élèves participent à des manœuvres en campagne, notamment autour des forts de Metz, pour mettre en pratiques les cours de tactique, et plus généralement tous les cours suivis lors du premier semestre. Les manœuvres se font à l'extérieur de 7h00 à 14h00, avant de se poursuivre au sein de l'école par des exercices physiques, drill ou gymnastique, de 16h30 à 17h30. Les cours du soir reprennent de 18h00 à 20h00, pour le débriefing et la préparation des sorties suivantes.
Des examens écrits jalonnent le parcours scolaire des élèves officiers, qui préfèrent souvent réviser sur place, plutôt que de sortir en soirée. Dans l'école, le couvre-feu est appliqué tous les soirs à 22h00, ce qui laissent peu de loisirs aux permissionnaires. Le samedi, la permission de sortie est plus généreuse, puisque les élèves peuvent sortir, notamment à l'opéra-théâtre de Metz, jusqu'à 23h00. 
Les élèvent participent évidemment aux festivités organisées pour les occasions officielles - date anniversaire de l'empereur par exemple - ainsi qu'aux sorties commémoratives sur les champs de bataille de la guerre franco-allemande de 1870, notamment sur le site proche de Gravelotte.
Si la discipline est stricte, les élèves sortent parfois avec leurs instructeurs ou leurs officiers formateurs, pour faire la fête dans les brasseries de Metz. Oswald Boelcke et ses camarades formaient ainsi un groupe d'amis, surnommé « la Clique », qui avait créé une sorte de club informel à l'hôtel « Englischer Hof », non loin de l’école, où les aspirants avaient l'habitude de se relaxer, en soupant, en jouant aux cartes ou en écoutant du piano, avant de rentrer pour l'appel du soir..

## Anciens membres
Parmi les personnalités les plus marquantes ayant fréquenté l’école se trouvent :
- General der Infanterie Max von Fabeck, en février 1876[5].
- Generaloberst Heinz Guderian, du 10 avril 1907 au 14 décembre 1907[6].
- Charles-Borwin de Mecklembourg-Strelitz, élève en 1908, mort en duel au cours de sa formation.
- Les pilotes Oswald Boelcke[7], Friedrich Marnet, Otto Könnecke, Karl Braun, Alfred Keller.
- Generalleutnant Willy Gimmler, du 30 septembre 1910 au 30 juin 1911.
- General der Artillerie, Edgar Theißen, au 70e régiment d'artillerie de campagne en 1908[8].

## Sources
- (de) Von Webern, Die Kriegsschule Metz am Tage ihres 25 Jährigen Bestehens, Metz, Seifert et Lang, 1897.